# Luigi Borghetti
Luigi Borghetti (Rho, ciutat metropolitana de Milà, 31 de gener de 1943) va ser un ciclista italià que fou professional del 1970 a 1977. Va combinar la carretera amb el ciclisme en pista, aconseguint dues medalles, una d'elles d'or, als Campionats del món amateurs en Velocitat. Va participar en els Jocs Olímpics de 1968.

## Palmarès en pista
- 1968
  -  Campió del món de velocitat amateur

## Palmarès en ruta
- 1964
  - 1r a la Targa Libero Ferrario
- 1965
  - 1r a la Targa Libero Ferrario
- 1967
  - 1r a la Coppa San Geo